# بربروسا: سيف البحر الأبيض المتوسط
بربروسا: سيف البحر الأبيض المتوسط (بالتركية: Barbaroslar: Akdeniz'in Kılıcı) هو مسلسل تركي تاريخي من إخراج الأخوة تايلان، وسيناريو جنيد أيسان، أوزان أكسونغور، أوغوز أياز، وبطولة إنجين آلتان دوزياتان وأولاش تونا استبه. بدء عرضه على قناة تي أر تي 1 من 16 سبتمبر 2021.
يحكي قصة البحار خير الدين بربروس وجهاده البحري في عهد السلطان سليم الأول، ويعتبر أول قبطان باشا وقبطان بحر للإمبراطورية العثمانية.

## قصة المسلسل
يروي المسلسل حياة خير الدين بربروس باشا، الذي صنع إمبراطورية لا تُنسى للإمبراطورية العثمانية والذي ضمن السيادة العثمانية في البحر الأبيض المتوسط. وكان من أكبر مؤيدي خير الدين بربروس أخيه عروج بربروس الذي تمكن من السيطرة على جميع السواحل.

## طاقم العمل
| الممثل                  | الدور                            | الحلقة |
| ----------------------- | -------------------------------- | ------ |
| إنجين آلتان دوزياتان    | عروج بربروسا                     | 1-     |
| أولاش تونا استبه        | خضر ريس                          | 1-     |
| يتكين ديكينجيلار        | إسحاق ريس                        | 1-     |
| جانر توبشو              | إلياس ريس                        | 1-     |
| بهادير يني شهيرلي أوغلو | درويش                            | 1-     |
| بيلين أكيل              | إيزابيل                          | 1-     |
| يغيت أوزشنار            | بييترو                           | 1-     |
| مليس باباداغ            | زينب                             | 1-     |
| غولجان أرسلان           | ديسبينا                          | 1-     |
| إسماعيل فيليز           | شاهين                            | 1-     |
| ديفريم ايفن             | أنطوان "بوسيدون"                 | 1-     |
| محمد أتاي               | السيد سيف "كيليتش"               | 1-     |
| محمد علي كابتانلار      | يورغو                            | 1-     |
| سربيل أوزجان            | آسية                             | 1-     |
| أرمان أوغوز             | رادكو                            | 1-     |
| تولجا إسكيت             | جعفر                             | 1-     |
| دوروك نالبانت أوغلو     | جولليتوبوك "اسكندر قذيفة المدفع" | 1-     |
| مراد جوشماز             | هوروزجو                          | 1-     |
| سدات مرت                | نيكو                             | 1-     |
| أوغور كارابولوت         | الحكيم جيوفاني                   | 1-     |
| جوكاي مفتي أوغلو        | دييغو                            | 1-     |
| نذير شانارلي            | خيرباي                           | 1-     |
| أرن دميرباش             | المنجم                           | 1-     |
| تولغا أك كايا           | يارلي حسن                        | 1-     |
| شيماء بشه               | استر                             | 5-     |
| جوكهان جينجه باي        | بلبل                             | 1-     |
| يشار بيرام جول          | موسى                             | 1-     |
| آسيا قصاب               | أدلينا                           | 1-     |
| أليف أردال              | عائشة                            | 3-     |
| سلجوق فيصل زورنازانلي   | أسيرجيباشه                       | 1-     |
| علي مراد ألتونمشه       | جولام                            | 1-     |
| ميراش سوزار             | حمزة                             | 2-     |
| محمد شاكر               | أبو محمد                         | 3-     |
| يغيتجان أوزيغيت         | المجنون                          | 3-     |
| جيمري جومالي            | مريم(ماريا)                      | 9-     |
| ألبيرين شاهين           | مارتن                            | 19     |

### انتهى دورهم
| الممثل          | الدور          | الحلقة |
| --------------- | -------------- | ------ |
| سوافي أرن       | المعلم سليمان  | 1-4    |
| أوزان بينجول    | السلطان مراد   | 1-2    |
| هرجان صرملي     | استبان         | 1-2    |
| سعاد كارا أوستا | محمد الفاتح    | 6      |
| ألبيرين شاهين   | مارتن          | 20     |
| جيمري جومالي    | مريم ( ماريا ) | 30     |

## موعد العرض
| الموسم | الحلقات | الحلقات | الأصلي         | الأصلي                 | الفترة الزمنية |
| الموسم | الحلقات | الحلقات | الأول          | الأخير                 | الفترة الزمنية |
| ------ | ------- | ------- | -------------- | ---------------------- | -------------- |
| 1      | 32      | 32      | 16 سبتمبر 2021 | 26 مايو 2022 (النهائي) | الخميس 20:00   |

## تعاون تركي جزائري
هناك تعاون تركي جزائري في مسلسل بربروسا: سيف البحر الأبيض المتوسط، حسب ما أعلنت السفيرة التركية في الجزائر ، وذلك لتصوير بعض المشاهد في البلد المغاربي.

## روابط خارجية
- بربروسا: سيف البحر الأبيض المتوسط
 على الموقع الرسمي (بالتركية).
- بربروسا: سيف البحر الأبيض المتوسط الحساب الرسمي على (الانستغرام).
- بربروسا: سيف البحر الأبيض المتوسط  في قاعدة بيانات الأفلام على الإنترنت (بالإنجليزية)